# Francis Kane
Francis Joseph Kane (* 30. Oktober 1942 in Chicago, USA) ist ein römisch-katholischer Geistlicher und Weihbischof in Chicago.

## Leben
Francis Kane empfing am 14. Mai 1969 durch den Erzbischof von Chicago, John Kardinal Cody, das Sakrament der Priesterweihe.
Am 24. Januar 2003 ernannte ihn Papst Johannes Paul II. zum Titularbischof von Sault Sainte Marie in Michigan und zum Weihbischof in Chicago. Der Erzbischof von Chicago, Francis Kardinal George OMI, spendete ihm am 19. März desselben Jahres die Bischofsweihe; Mitkonsekratoren waren der emeritierte Weihbischof in Chicago, Raymond Emil Goedert, und der Bischof von Nuevo Laredo, Ricardo Watty Urquidi MSpS.